# Roberto Moriconi
Roberto Moriconi (Fossato di Vico, 30 de agosto de 1932 — Rio de Janeiro, 4 de abril de 1993) foi um artista plástico italiano que amadureceu sua arte no Brasil (principalmente a escultura, após uma fase inicial de pintura), país para o qual imigrou no ano de 1953.
Roberto Moriconi  foi um escultor de grande engajamento no cenário brasileiro das artes plásticas de vanguarda, a partir de meados da década de 1960 até seu falecimento relativamente prematuro, em 1993. Precursor da produção de múltiplos de arte no Brasil, com a criação da "Máquina I", dispositivo de projeção visual de cores em movimento aleatório, participou das Bienais do MAM de São Paulo em 1961, 1967, 1969, 1971 e a Bienal "Brasil Século XX", em 1994 (postumamente), além de inúmeras participações em salões e exposições individuais. Sua atividade foi caracterizada por fases bem marcadas, como a "Psicogeometria" e os "Volumes Energéticos", nas quais o aço é a matéria prima principal. Suas obras estão expostas em vários lugares públicos e instituições,  como a Embaixada da Itália em Brasília e o MAM de São Paulo. Em 1986 cria a primeira coleção assinada de joias para a joalheria H. Stern. Roberto Moriconi exerceu, adicionalmente, influência considerável na formação e projeção de outros artistas plásticos brasileiros de renome, como Angelo de Aquino e Ernesto Neto
Em 1995 e 1997, respectivamente, o Museu Nacional de Belas Artes do Rio de Janeiro lhe presta homenagens com a exposição coletiva "Amigos de Moriconi, O Mestre da Luz" e a retrospectiva "Moriconi - Processo Criação" . No Período de 09/12/2015 à 21/02/2016, o Centro Cultural dos Correios no Rio de Janeiro sediou, com curadoria de Giovanna Moriconi (viúva do artista plástico) a mostra "Roberto Moriconi: tudo matéria de arte", focada na versatilidade e experimentalismo do escultor.
Roberto Moriconi morreu aos 60 anos, de câncer no fígado, no Rio de Janeiro. Foi sepultado no Cemitério de São João Batista, em Botafogo.